# Ха Тхе Гвон
Ха Тхе Гвон (кор. 하 태권, 河泰權; нар. 30 квітня 1975, Чонджу, Південна провінція Чолла, Республіка Корея) — південнокорейський бадмінтоніст, олімпійський чемпіон.

## Спортивні досягнення
Чемпіон літніх Олімпійських ігор 2004 в Афінах в чоловічому парному розряді (з Кім Дон Муном). Бронзовий призер літніх Олімпійських ігор 2000 в Сіднеї в чоловічому парному розряді (з Кім Дон Муном). 5 місце на літніх Олімпійських іграх 1996 в Атланті в чоловічому парному розряді, 9 місце на літніх Олімпійських іграх 2000 в міксті.
Чемпіон світу 1999 року у чоловічому парному розряді(з Кім Дон Муном). Срібний призер чемпіонату світу 2001 в чоловічому парному розряді(з Кім Дон Муном).
13-разовий переможець турнірів Грані-Прі 2000—2004.